# CSKA Sofia (piłka siatkowa kobiet)
CSKA Sofia – klub piłki siatkowej kobiet z Bułgarii. Swoją siedzibę ma w Sofii. Został założony w 1948 roku.

## Sukcesy
Mistrzostwa Bułgarii:
- (25x) 1946, 1947, 1948, 1978, 1979, 1982, 1983, 1985, 1986, 1987, 1988, 1989, 1991, 1992, 1993, 1995, 2000, 2004, 2005, 2007, 2008, 2010, 2011, 2012, 2013
- (13x) 1973, 1975, 1977, 1980, 1981, 1990, 1996, 1999, 2001, 2002, 2003, 2014, 2022
- (15x) 1945, 1968, 1969, 1974, 1976, 1984, 1994, 1997, 1998, 2006, 2009, 2015, 2018, 2020, 2021

Puchar Bułgarii:
- (19x) 1969, 1976, 1979, 1981, 1982, 1983, 1985, 1986, 1988, 1989, 1993, 1995, 1996, 2000, 2004, 2008, 2010, 2011, 2013

Puchar Europy Zdobywczyń Pucharów:
- (1x) 1982
- (3x) 1973, 1976, 1991
- (1x) 1981

Puchar Europy Mistrzyń Krajowych:
- (2x) 1979, 1984

## Reprezentantki Bułgarii występujące w klubie
| Imię i nazwisko       | Pozycja      |
| --------------------- | ------------ |
| Neli Marinowa-Nesić   | rozgrywająca |
| Antonina Zetowa       | atakująca    |
| Diana Nenowa          | rozgrywająca |
| Marija Karakaszewa    | przyjmująca  |
| Marija Filipowa       | libero       |
| Straszimira Simeonowa | środkowa     |
| Ewa Janewa            | przyjmująca  |
| Łora Kitipowa         | rozgrywająca |
| Christina Wuczkowa    | środkowa     |
| Dobriana Rabadżiewa   | przyjmująca  |
| Elica Wasilewa        | przyjmująca  |
| Gergana Dimitrowa     | przyjmująca  |